# گرت جونز (اقتصاددان)
گرت جونز (Garett Jones) اقتصاددان و نویسنده آمریکایی است. تحقیقات او در زمینه های اقتصاد کلان، سیاست پولی، بهره هوشی در رابطه با بهره وری، چرخه های تجاری کوتاه مدت و توسعه اقتصادی است. او دانشیار دانشگاه جورج میسون و پروفسور BB&T برای مطالعه سرمایه داری در مرکز مرکیتس است.

## تحصیلات
جونز به عنوان یک مورمون بزرگ شد اما کلیسا را ترک کرد. او مدرک کارشناسی خود در رشته تاریخ را در سال 1992 از دانشگاه بریگام یانگ اخذ کرد. پس از آن در سال 1993 مدرک کارشناسی ارشد مدیرت عمومی از دانشگاه کرنل و در سال 1994 مدرک کارشناسی ارشد علوم سیاسی خود را از دانشگاه برکلی کالیفرنیا دریافت کرد. جونز دوره دکتری خود را در سال 2000 در رشته اقتصاد در دانشگاه سن دیگو به پایان رساند.

## فعالیت دانشگاهی
جونز پس از چندین سال تدریس به عنوان استاد مدعو و سایر سمت‌های آکادمیک، در سال 2007 به هیئت علمی دانشگاه جورج میسون پیوست.
او عضو هیئت تحریریه مجله علوم اعصاب، روانشناسی و اقتصاد نیز هست.

#### تحقیق در مورد بهره هوشی و نقش آن در بهره وری و رشد اقتصادی
جونز تحقیقات خود را در مورد IQ در مقاله ای با جوئل اشنایدر در سال 2006 آغاز کرد و بیان می کرد که IQ یک متغیر توضیحی آماری معنی دار برای رشد اقتصادی است، بنابراین به طور گسترده با تز ارائه شده توسط ریچارد لین و تاتو وانهانن در کتاب IQ و ثروت ملل موافق است. مشاهدات اصلی که جونز انجام داد و آن را منتشر کرد این است که ضریب هوشی ملی قدرت پیش بینی بسیار بیشتری برای درآمدهای فردی نسبت به ضریب هوشی فردی دارد.
بیشتر تحقیقات جونز بر روی شناسایی مکانیسم‌های علّی است که از طریق آن بهره هوشی ممکن است بر بهره‌وری و رشد اقتصادی در سطح ملی تأثیر بگذارد. یکی از مکانیسم‌هایی که جونز ارائه می‌کند این است که گروه‌های باهوش‌تر در رسیدن به هنجارهای همکاری و اجرای آن هنجارها بهتر عمل می‌کنند. جونز از آزمایش های شامل معضل مکرر زندانی، همراه با نمرات SAT شرکت کنندگان، برای ارائه پشتیبانی از این فرضیه استفاده کرده است.
جونز استدلال می‌کند که بخش‌های خاصی که به کار با کیفیت بسیار بالا و با تحمل خطا بسیار پایین نیاز دارند، تنها با دسترسی به جمعیت با IQ بالا می‌توانند وجود داشته باشند و رشد کنند، زیرا در چنین بخش‌هایی، جایگزینی یک کارگر با IQ بالا با چندین کارگر با ضریب هوشی پایین و رسیدن به خروجی یکسان، ممکن نیست. جونز به طور غیررسمی به این بخش‌ها «بخش‌های O-Ring» می‌گوید، برخلاف «بخش‌های ناآگاه»، که در آن نیروی کار بزرگ‌تری از افراد با بهره‌وری پایین‌تر می‌توانند همان خروجی را با نیروی کار کوچک‌تر از افراد با بهره‌وری بالا تولید کنند.
جونز خلاصه ای از تحقیقات خود و دیگران در مورد رابطه بین IQ و بهره وری ملی را در مقاله ای برای دیکشنری اقتصادی نیو پالگریو ارائه می دهد.

#### تحقیقات پولی
برخی از تحقیقات جونز بر نقش پول، سیاست های پولی و مکانیسم هایی برای کاهش خطر بحران مالی متمرکز شده است.

## آثار
- کتاب «ذهن جمعی: چرا ضریب هوشی ملت شما بسیار بیشتر از ضریب هوشی شما اهمیت دارد؟» ، 2015، انتشارات دانشگاه استنفورد[۱۳]
- کتاب «10% دموکراسی کمتر: چرا باید به نخبگان کمی بیشتر و به توده کمی کمتر اعتماد کرد»، 2020، انتشارات دانشگاه استنفورد[۱۴]، ترجمه سید حسین سهرابی، 1402، انتشارات نسل روشن[۱۵]
- کتاب «پیوند فرهنگی: چگونه مهاجران اقتصادهای هدفشان را بسیار شبیه به اقتصادهایی که ترک کرده اند، می سازند»، 2022، انتشارات دانشگاه استنفورد [۱۶]